# Daniela Katzenberger
Daniela Denise Katzenberger (Ludwigshafen, Alemania, 1 de octubre de 1986) es una estrella alemana de la telerrealidad, cantante y modelo.

## Trayectoria

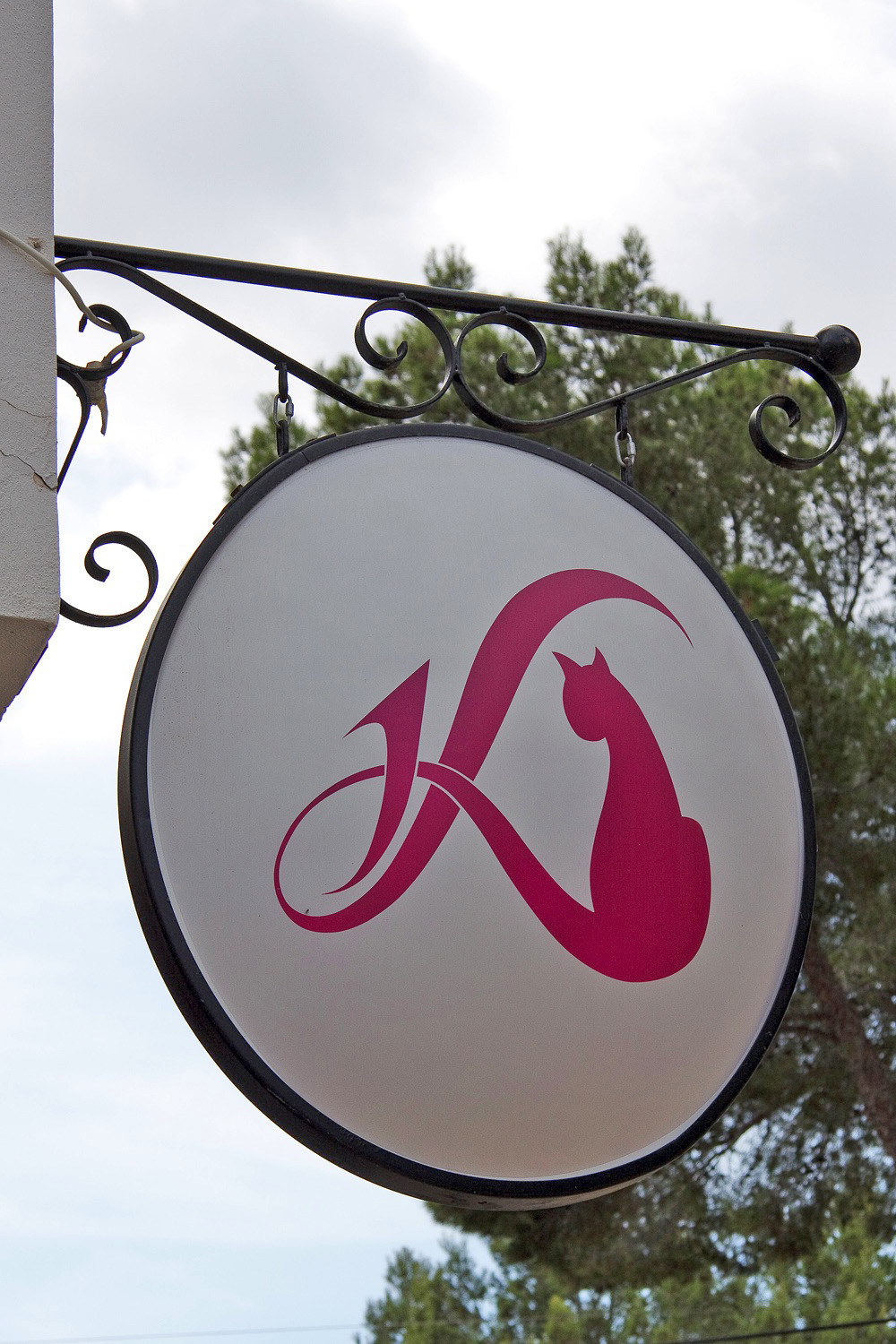
Logotipo del Café Katzenberger en Santa Ponsa, Mallorca (España).

Se formó como especialista en cosmética y comenzó a modelar para trabajos fotográficos, participando, por ejemplo en el calendario de D&W de 2009. Además, ganó el título "Topmodel of the World Mallorca".
Se hizo famosa gracias a sus participaciones en programas de telerrealidad, apareciendo de forma regular en la cadena de televisión VOX en el programa "Auf und davon – Mein Auslandstagebuch", programa que le siguió en su aventura por los Estados Unidos donde trató de conocer al fundador de Playboy, Hugh Hefner.
Pronto ganó en popularidad y se hizo habitual en los programas y revistas de la farándula, apareciendo también en la revista masculina FHM). También apareció en televisión en los programas TV total, VIVA Comet 2010 así como MTV Home. Según el estudio de 123People.de sobre las personas más buscadas en Internet, Katzenberer ocupó el segundo puesto.
A partir de enero de 2010 apareció en otro programa de telerrealidad de VOX, "Goodbye Deutschland! Die Auswanderer", programa en el que se siguió la evolución del café que abrió en Santa Ponsa, España, el "Café Katzenberger". Las apariciones de Katzenberger en el programa significaron los rëcords de audiencia del mismo, alcanzando 2,29 millones de espectadores, un 11,3% de la cuota de pantalla.
Katzenberger participó en el videoclip Vamos a la playa de la cantante holandesa Loona, firmando finalmente un contrato propio con el sello EMI. En agosto de 2010 lanzó su primer sencillo y videoclip, "Nothin's gonna stop me now".

## Discografía

### Álbumes
- 2011: Naughy but Nice (lanzado el 19 de junio de 2011)

### Singles
| Año  | Título                      | Posición más alta en las listas | Posición más alta en las listas | Posición más alta en las listas | Nota                                                                           |
| Año  | Título                      | DE                              | AT                              | CH                              | Nota                                                                           |
| ---- | --------------------------- | ------------------------------- | ------------------------------- | ------------------------------- | ------------------------------------------------------------------------------ |
| 2010 | Nothing's Gonna Stop Me Now | 19 (12 Wo.)                     | 14 (9 Wo.)                      | 60 (2 Wo.)                      | Publicado por primera vez: Descarga digital: 6 08 2010 CD de audio: 20 08 2010 |
| 2011 | I Heard a Rumor             | 31 (8 Wo.)                      | 54 (3 Wo.)                      | -                               | Publicado por primera vez: Descarga digital: 6 08 2010 CD de audio: 20 08 2010 |